# چرمی (نکا)
چرمی، روستایی است از توابع بخش هزارجریب شهرستان نکا در استان مازندران ایران.

## جمعیت
این روستا در دهستان استخرپشت قرار دارد و براساس سرشماری مرکز آمار ایران در سال ۱۳۸۵، جمعیت آن ۲۰ نفر (۶خانوار) بوده‌است. مردم چرمی از قومیت طبری هستند. مردم چرمی به زبان طبری (مازندرانی) سخن میگویند.